# The Last Party
The Last Party è un documentario del 1993, diretto da Marc Levin e da Marc Benjamin.